# Couville
 Couville  es una población y comuna francesa, que se encuentra situada en la región de Baja Normandía, departamento de Mancha, en el distrito de Cherbourg-Octeville y cantón de Cherbourg-Sud-Ouest.

## Demografía
| 463 | 412 | 488 | 657 | 821 | 820 | 1165 |
| Para los censos de 1962 a 1999 la población legal corresponde a la población sin duplicidades (Fuente: INSEE [Consultar]) |     |     |     |     |     |      |